# کرمجگان

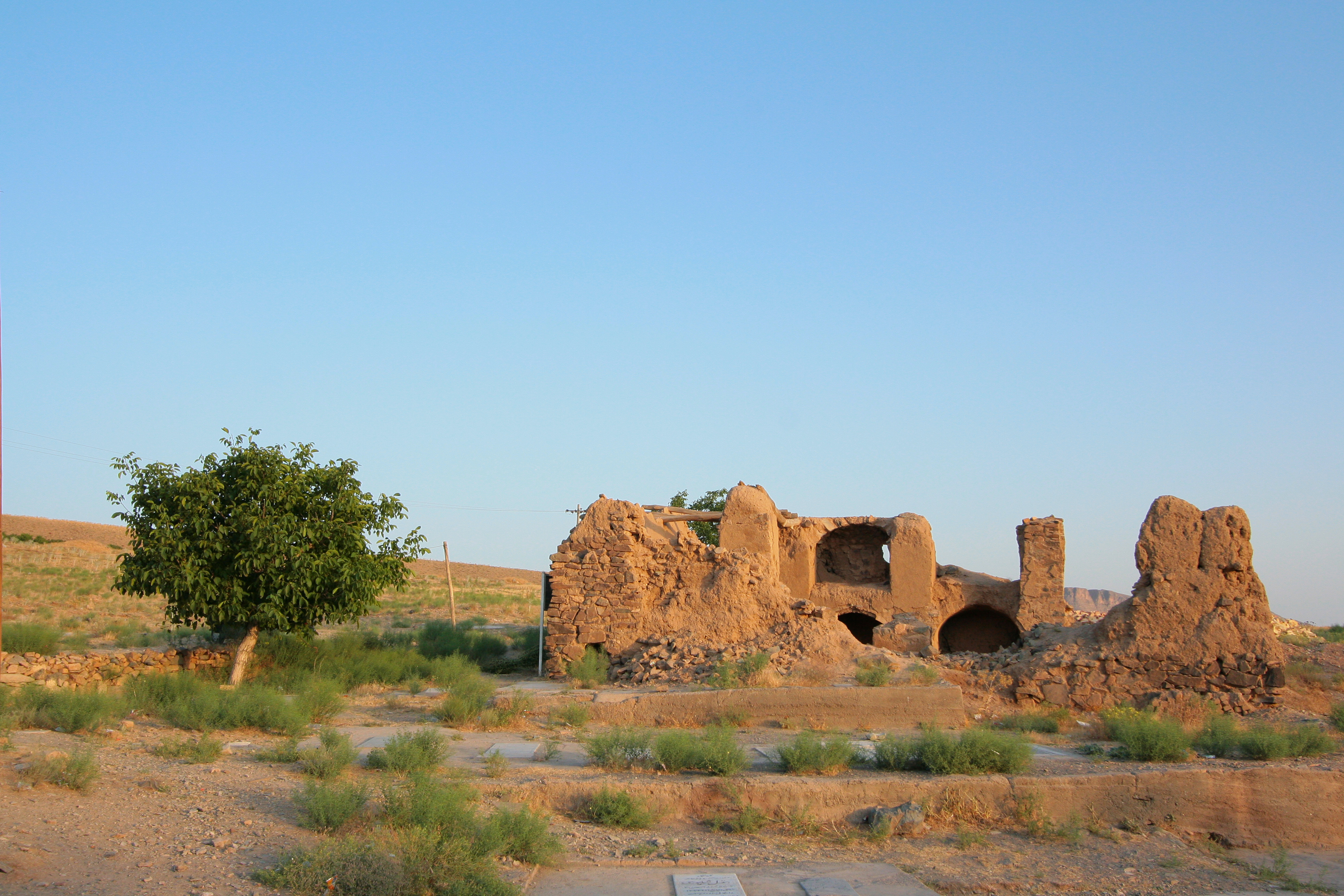
ویرانه چهارطاقی روستای کرمجگان در استان قم

کرمِجْگان، مرکز دهستان کرمجگان و روستایی از توابع بخش فردو شهرستان کهک در استان قم ایران است. فاصله قم تا کرمجگان ۵۳ کیلومتر است که جاده بعد از عبور از شهر کهک، روستای ابرجس و روستای بیدهند به این روستا منتهی می‌شود.

## جمعیت
این روستا در دهستان کرمجکان قرار دارد و طبق سرشماری عمومی نفوس و مسکن در سال ۱۳۹۵، جمعیت آن ۳،۰۸۲ نفر (۱،۰۰۱ خانوار) بوده‌است.

## معنای نام کرمجگان
درباره معنا و ریشه نام کرمجگان (با تلفظ امروزین برخی نواحی: کرمجگون) نظریات مختلفی تا کنون احتمال داده شده است:
1- این نام، ریشه در عبارت "کَرَم جستگان" دارد و مرتبط با معنای "کرامت" است.
2- این نام، با دیگر جاینامهای ایرانی که الفاظ شبیه دارند (مانند کرمان و کرمانشاه و کورموج و خورموج و هرمز و هرمزگان) ارتباط ریشه شناسی دارد و مرتبط با مفهوم "کور/هور" و "مِج/موج/مزد" و لذا مرتبط با معنای "قَوی بزرگ"، "پهلوان بزرگ"، "بلندمرتبه بزرگ و عالی" است.
3- احتمال داده شده که این نام، مرتبط با یک محصول فناوری باستانی برای رنگرزی باشد. یعنی تولید رنگ دانه های قرمز (برای رنگرزی قالی معروف قرمز و لاکی قم و کاشان) از طریق تکنیک باستانی خشک کردن کالبد حشرات برای تولید قرمزدانه. اما استدلال ارائه شده از این قرار بوده است: ناحیه قم و کاشان، از دوران کهن به قالی های رنگ قرمز لاکی هم (علاوه بر دیگر محصولات صنعتی کهن) معروف بوده اند. یکی از فنون باستانی برای تولید رنگ قرمز و قرمز لاکی، استفاده از "قرمز دانه با منشاء حشرات" بوده است. واژه فارسی (و عربی و ترکی) قرمز را برخی از منابع، ناشی از واژه فارسی کهن "کِرمِست" دانسته اند. حشره ای به نام Kermes وجود دارد که از جمله منابع برای اخذ قرمز دانه در قدیم الایام است. یکی از گونه های درخت بلوط هم که این حشره را به خوبی میزبانی می کند، بلوط Kermes نامیده شده است. یک نوع دیگر از حشرات، بید است. لفظ بید، در بیدهند در نواحی قم و کاشان مشاهده می شود. می توان احتمال داد که بید، علاوه بر لارو بید فعلی، بر مطلق لاروهای کوچک (و کرم های حشره ای کوچک) اطلاق میشده است یا با درخت بید مرتبط بوده است. ظاهرا ابوریحان هم از چنین کرمی با عنوان "دود القرمز" نام برده است. مخلص کلام اینکه شاید کرمجگان و بیدهند، نام هایی مرتبط با یک محصول راهبردی باستانی بوده باشد. محصولی که گرانول باستانی برای رنگ قرمز (قرمزدانه) بوده است. چنین نامگذاری مکان، مانند قندبار و نمکزار و گلزار و گرگسار و سجستان و ... در جغرافیای قدیم رایج بوده است.      
این مطلب هم از کتاب الصدینه مرتبط است:      
«دود القرمز: ...حمزه گوید پشم رنگ کرده را کرمیز گویند و مراد ایشان کرمی است در بلاد اذربیجان، بر نوعی از درخت بید باشد و آن را کرمج گویند...»